# Complacência
Na fisiologia, complacência (compliance em inglês) é uma medida da resistência de um órgão oco ao recuo às suas dimensões originais com a remoção de uma força compressiva ou distensiva. É um termo recíproco à elastância.
É calculada através da seguinte equação, onde ΔV é a mudança no volume e ΔP é a mudança na pressão:
{\displaystyle C={\frac {\Delta V}{\Delta P}}}